# Playpen
Bei Playpen handelte es sich um die zeitweise größte Kinderpornografie-Webseite im sogenannten Darknet. Erstellt wurde sie im August 2014 von Steven W. Chase. Nach Ermittlungen des FBI wurde die Seite im Februar 2015 geschlossen – mit zuletzt mehr als 215.000 Nutzern und 23.000 kinderpornografischen Bildern und Videos.
Mit mehr als 215.000 Benutzern und 23.000 kinderpornografischen Bildern zählte Playpen zu den weltweit größten Kinderporno-Plattformen.
Während das FBI angab, bereits von Beginn an von der Seite gewusst zu haben, waren sie zunächst nicht dazu in der Lage, die Server-Standorte oder Betreiber zu bestimmen. Ursächlich für die Probleme war die Tatsache, dass die Hintermänner von Playpen die Webseite als sogenannten Hidden Service im Tor-Netzwerk betrieben hatten. Nur durch ein Missgeschick von Chase im Dezember 2014, das die IP-Adresse von Playpen offenlegte, konnten die Ermittlungsbehörden schließlich die Server und die Seiten-Betreiber aufspüren. Die Seite wurde im Februar 2015 geschlossen.
Als Ergebnis der Ermittlungen wurde der Urheber der Seite, Steven W. Chase, im Mai 2017 zu einer 30-jährigen Haftstrafe verurteilt. Seine zwei Mit-Angeklagten, die Seiten-Administratoren Michael Fluckinger und David Browning, wurden bereits im Februar 2017 zu 20-jährigen Haftstrafen verurteilt, nachdem sie sich schuldig bekannt hatten.
Nach Angaben von FBI und Europol wurden rund 900 Personen weltweit festgenommen, darunter knapp 370 davon in Europa. 296 sexuell missbrauchte Kinder seien identifiziert oder gerettet worden.